# U Circini
U Circini är en halvregelbunden variabel av SR-typ i Cirkelpassarens stjärnbild.
Stjärnan har en fotografisk magnitud mellan 12,0 och 13,5 med en period av 145 dygn.